# Marguerite Pichon-Landry
 (février 2016).
Si vous disposez d'ouvrages ou d'articles de référence ou si vous connaissez des sites web de qualité traitant du thème abordé ici, merci de compléter l'article en donnant les références utiles à sa vérifiabilité et en les liant à la section « Notes et références ».
Marguerite Pichon-Landry (1877-1972) est une féministe française qui fut la présidente du Conseil national des femmes françaises de 1932 à 1954.

## Biographie
Marguerite Landry est née dans une famille d’intellectuels radicaux socialistes apparentée aux Meuron et aux Bonaparte. Sa mère Augustine Meuron (1844-1926) et son père Timothée Landry (1841-1912), juriste devenu ensuite président de chambre à la Cour d'appel de Paris, quittent la Corse pour Nîmes en 1883 avant de rejoindre la capitale en 1896. Elle a 5 frères et sœurs : Josèphe, dite Seppa, (1869-1871), morte de tuberculose ; Eugène Landry (1872-1913), agrégé de français et d'italien, docteur ès lettres, maître de conférences à l'Institut national de Florence ; Adolphe Landry (1874-1956), normalien, fondateur de la démographie française, député de Corse, plusieurs fois ministre ; sa sœur jumelle Marie Long-Landry (1877-1968), médecin, première femme chef de clinique en France ; Lasthénie Thuillier-Landry (1879-1962), également médecin, fondatrice de l’Association française des femmes médecins en 1923.
Marguerite Landry étudie le droit à la faculté. Elle épouse en 1903 le juriste Adolphe Pichon, auteur d’une thèse Du libre salaire de la femme mariée, et secrétaire de Raymond Poincaré. Ils ont une fille, Amy (1905-1992), médecin, qui épouse Jean Bernard, hématologue (1907-2006).
Marguerite Pichon-Landry meurt en 1972 à Paris à l’âge de 95 ans. Elle a reçu la médaille de la Résistance française et a été nommée Chevalier de la Légion d’honneur.

## Une militante féministe

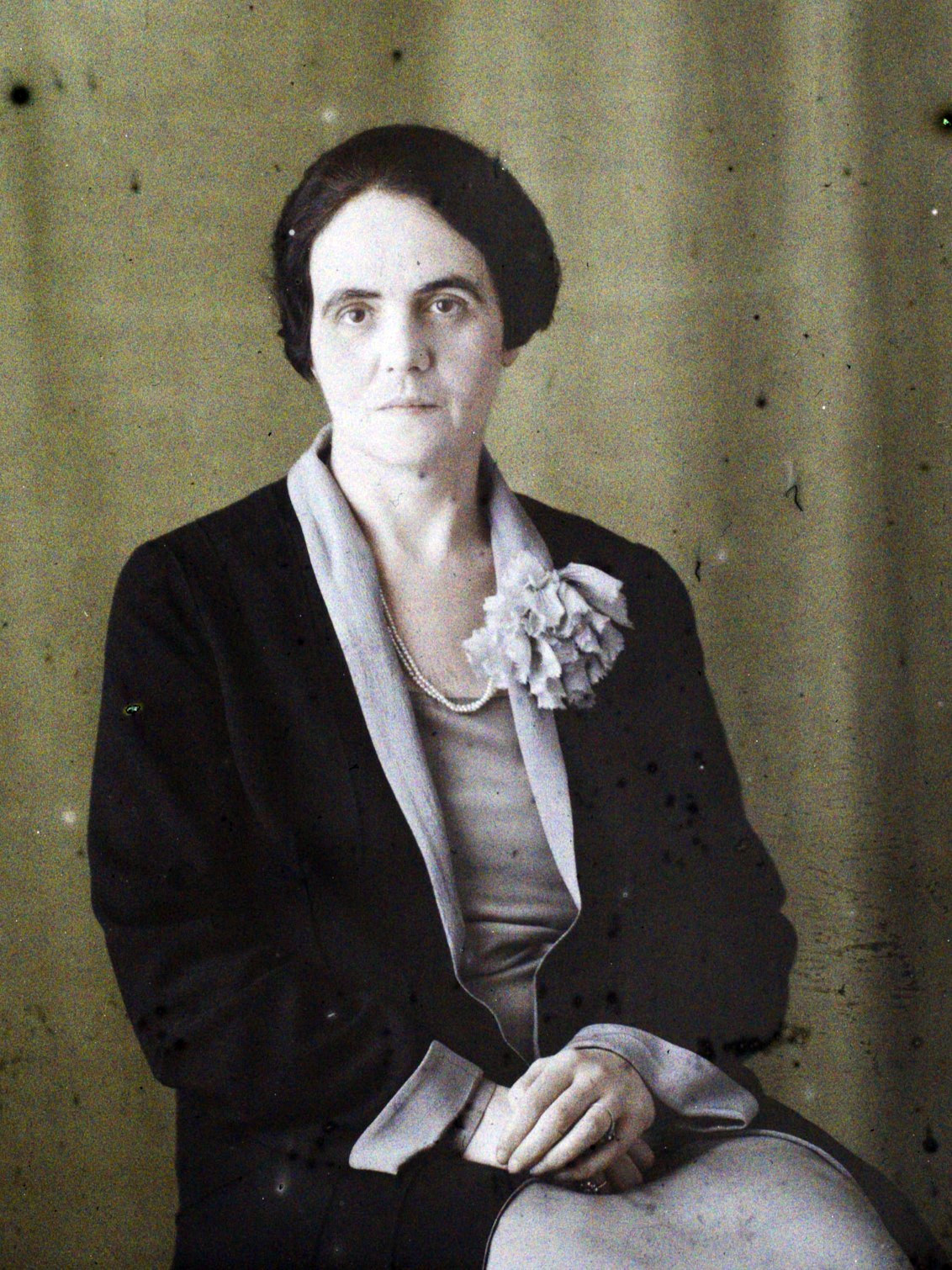
Marguerite Pichon-Landry en 1927.

Marguerite Pichon-Landry intègre le Conseil national des femmes françaises (CNFF) en 1905, dans la section législation. Elle y côtoie Julie Siegfried, présidente du CNFF et membre de l’Union française pour le suffrage des femmes (UFSF), et Avril de Sainte-Croix, secrétaire générale du CNFF. En 1916, elle rejoint la section d'études féminines du Musée social avec Cécile Brunschvicg. Pendant la Première Guerre mondiale, elle est responsable de l’Office de renseignements pour les familles dispersées, créé par le CNFF.
Sa première action notable au sein de la section législation du CNFF concerne le travail des femmes. En mai 1919, elle représente les femmes devant la commission de l’éducation des ministres du gouvernement, en tant que vice-présidente de l’UFSF et aux côtés de Cécile Brunschvicg, devenue présidente du CNFF. Il s’agit de lever les freins à l’embauche des femmes dans l’administration. En l'absence de statut général des fonctionnaires, tel qu'il existera à partir de 1946, elle peine à réunir les textes réglementaires à ce sujet, chaque administration ayant ses règles propres, notamment à ce qui a trait au recrutement de femmes.
Mais, à cette époque, le principal objectif de Marguerite Pichon-Landry est le suffrage des femmes. En 1922, le Sénat refuse de ratifier la proposition de loi sur le vote des femmes, adoptée 3 ans auparavant par la Chambre des députés. C’est un long combat qu’elle ne cessera de mener jusqu'en 1945, en tant que membre de la section législation, secrétaire générale (1929), puis présidente du CNFF (1932).
Grâce aux relations de son frère Adolphe Landry, elle a accès à l'élite politique, qui lui permet de progresser sur la question du travail des femmes. En février 1936, Marguerite Pichon-Landry et Cécile Brunschvicg, représentant respectivement le CNFF et l’UFSF, demandent que les règles générales relatives à l'embauche pour tous les ministères se fondent sur les mérites professionnels plutôt que le genre ; elles concèdent l'existence de cas particuliers, comme le ministère de la Défense, où la distinction de genre pourrait être justifiée. Le 3 juillet 1936, le Conseil d'État juge que, bien qu'elles n'aient pas le droit de vote, les femmes ont la capacité juridique à concourir pour des postes administratifs.
Pendant la Seconde Guerre mondiale, Marguerite Pichon-Landry fait partie du réseau de résistants Cohors-Asturies et fournit des informations à la résistance gaulliste grâce à son réseau de relations. Par ailleurs, son implication au sein de la vie du Musée social se poursuit : élue au grand conseil en 1943, elle devient membre du comité de direction en 1946.
L’obtention du droit de vote des femmes en 1945 puis son départ de la présidence du CNFF en 1952 marquent une évolution : elle se consacre désormais à l’éducation des filles et à l’économie domestique. Elle aide notamment à la création de l’Union fédérale de la consommation en 1951, association devenue depuis Union fédérale des consommateurs (UFC), et participe à la fondation, en 1955, de l’Association pour la formation en économie familiale, qu’elle préside pendant une dizaine d’années.
Au-delà de son action au sein du CNFF, Marguerite Pichon-Landry s’est engagée dans de multiples mouvements féministes : au Conseil international des femmes, dont elle a renforcé les liens avec sa branche française que constituait le CNFF, mais aussi au sein d’associations comme le club féminin Les Alliées, Femmes unies, l’Union démocratique des femmes, l’Union des femmes françaises ou encore l’Union féminine civique et sociale. Cet engagement protéiforme entre en résonance avec le but du CNFF : promouvoir l’assistance, l’hygiène, l’éducation et le travail des femmes, et ainsi, constitue une extension de son activité au sein du CNFF.
Marguerite Pichon-Landry a œuvré tout au long de sa vie pour que toutes les femmes puissent, dans une certaine mesure, évoluer comme elle-même dans un environnement favorable à leur épanouissement personnel.

## Publications
- Marguerite Pichon-Landry, Évaluation du travail ménager de la femme: Rapport fait à la Section Législation du Conseil National des Femmes, Dole : Impr. Paul Audebert, 1908, p. 20.
- Raoul Allier, Mme de Barjeau, Ferdinand Buisson, Ferdinand Gache, Charles Gide, Élie Gounelle, Dr Paul Goy, Mme E. Pieczynska, Mme Pichon-Landry, Mme Jules Siegfried, Charles Wagner, La Famille, échos du VIe Congrès national de l'Étoile blanche (Rouen, 1-2 novembre 1913), Cahors et Alençon : impr. de A. Coueslant, 1914, p. 224.
- Pauline Rebour, Marguerite Pichon-Landry, La Femme et la Loi, Emile Morière, 1918, p. 8.
- Marguerite Pichon-Landry, Le Congrès féministe de Genève : conférence de Mme Pichon-Landry, présidence de M. Joseph Barthélémy, séance du lundi 12 juillet 1920, Comité national d'études sociales et politiques, 1920.
- Marguerite Pichon-Landry, Le Suffrage des femmes en pratique. Documents réunis par : Dr Margh, Ancona, Mme Julie Arenholt, Mlle Émilie Gourd, Miss Chrystal Macmillan, Mme Pichon-Landry, Union française pour le suffrage des femmes, 1923, p. 192.

## Distinctions
- Chevalier de la Légion d'honneur[Quand ?]
- Médaille de la Résistance française (décret du 15 octobre 1945)[7]